# Carl Lahusen (Unternehmer)
Johann Carl Lahusen (* 18. August 1858 in Bremen; † 26. Juni 1921 in Löhnhorst) war ein deutscher Unternehmer in der Textilindustrie.

## Biografie

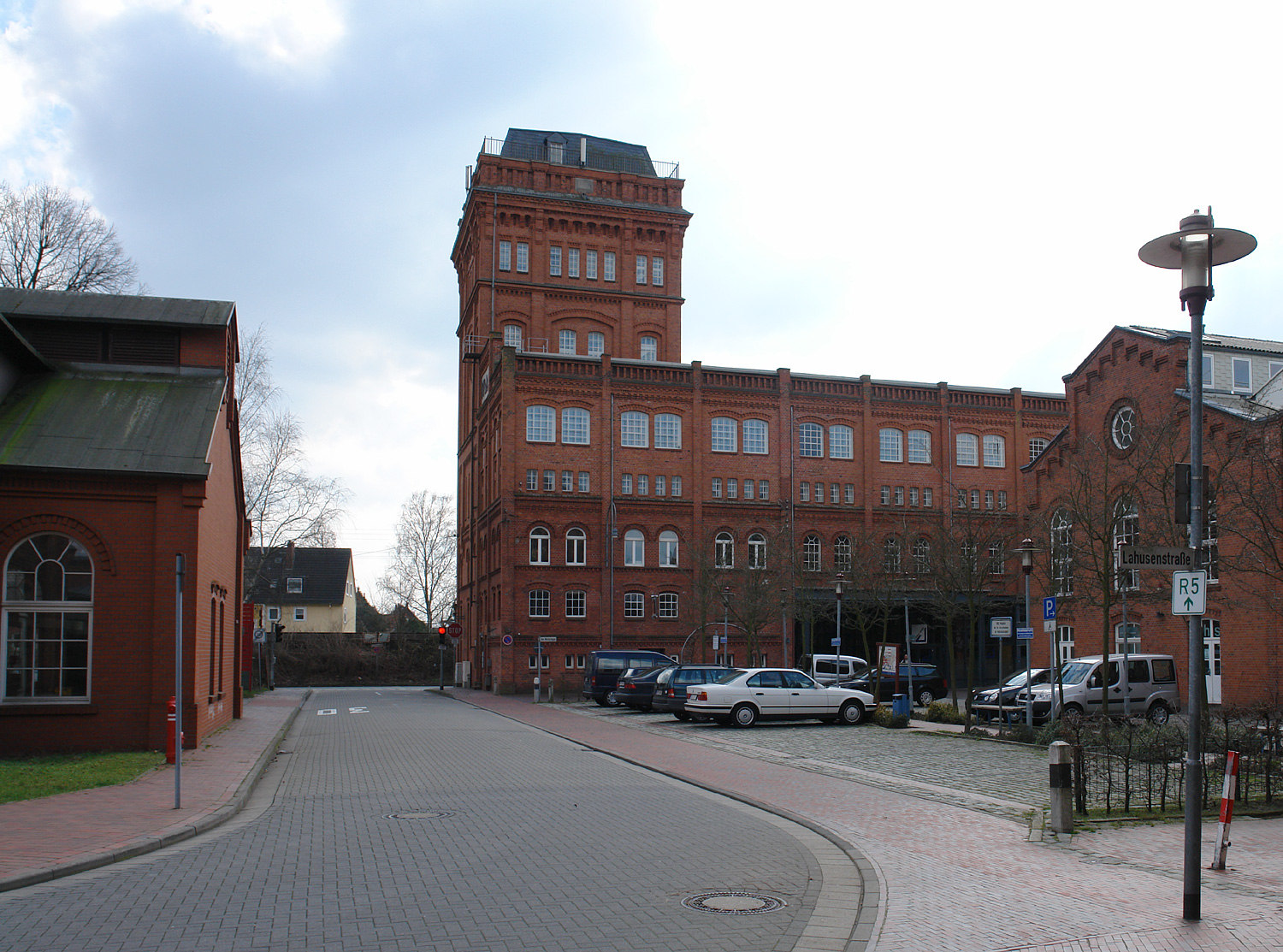
ehemaliges Fabrikgebäude in Delmenhorst

Carl Lahusen war der Sohn von Christian Lahusen, Kaufmann für Exporte von Häuten und Wolle aus Berne. Seine Mutter Anna Gebecka (1824–1893) war die Tochter des Bremer Bürgermeisters Diederich Meier. 1871 siedelte die Familie nach Bremen-St. Magnus um. 1873 erwarb der Vater die Wollfabrik Neudek in Böhmen und gründete 1885 die Norddeutsche Wollkämmerei & Kammgarnspinnerei („Nordwolle“) in Delmenhorst. Mit der Verlegung der Unternehmenssitzes zog die Familie in den Neubau der Villa Lahusen in Delmenhorst. Die Familie besaß zudem eine Überseehandelsgesellschaft und eine Reederei in Bremen. Lahusen trat 1885 zusammen mit seinem älteren Bruder Gustav (1854–1939) in die Geschäftsleitung ein. Nach dem Ausscheiden Gustavs 1887, der die Verwaltung des umfangreichen Landbesitzes der Familie in Südamerika übernahm, übergab der Vater 1888 die Führung des Unternehmens an seinen Sohn, der das Unternehmen zunächst gemeinsam mit seinem Vetter Johann Heinrich Volkmann weiterführte. 1894 wurde Carl Lahusen alleiniger Vorstand der Nordwolle. Bis 1911 expandierte das Unternehmen unter Lahusens Leitung durch Fusionen, Neugründungen und den Erwerb von Aktienmehrheiten zu einem Großbetrieb mit mehr als 10.000 Beschäftigten und elf Standorten in Bremen, Delmenhorst, Hamburg und in Mitteldeutschland. Das Aktienkapital stieg von 1,5 Millionen Mark (1884) auf 22,5 Millionen Mark (1907). Die Rohgarnproduktion wurde von 4 Millionen Kilogramm (1895) auf 12,7 Millionen Kilogramm gesteigert. Der hohe Arbeitskräftebedarf wurde vor allem durch Anwerbungen in Ost- und Südosteuropa gedeckt. 1911 waren in Delmenhorst zwei Drittel der 3.000 Beschäftigten ausländischer Herkunft. 
Zu deren Unterbringung und Versorgung errichtete das Unternehmen in Delmenhorst auch Wohnungen und Sozialeinrichtungen für die Mitarbeiter: 1885 die Arbeiterhäuser und die Beamtenhäuser (für leitende Angestellte) am Fabrikhof, ab 1900 weitere 140 Wohnungen, 1885 ein Mädchenlogierhaus, 1898 ein Mädchenheim, 1889 eine Rentenversicherung, ab 1897 eine Kapelle und ein Pastorenhaus der Werksgemeinde, 1893/1905 eine Konsumanstalt, 1905 eine Speiseanstalt.
In Lahusens Augen dienten die Sozial- und Wohlfahrtseinrichtungen aber auch Kontroll- und Sanktionierungszwecken. Darüber hinaus führten unterdurchschnittlich niedrige Löhne, lange Arbeitszeiten und teilweise unzumutbare Arbeitsbedingungen 1897 in Delmenhorst zu einem Streik, der allerdings erfolglos blieb.
Im Ersten Weltkrieg fand eine Streuung des Aktienkapitals statt und der Konzern musste trotz zahlreicher Heeresaufträge erhebliche Einbußen hinnehmen. Die Produktion sank schließlich bis Kriegsende auf 3,1 Millionen Kilogramm Rohgarn. Nach Kriegsende erholte sich das Unternehmen zunächst nur langsam, kehrte aber bis 1921 mit 9,1 Millionen Kilogramm Rohgarn und 12.500 Beschäftigten zum alten Umfang zurück. Bis zu seinem Tode lenkte Carl Lahusen sen. das Unternehmen mit fester Hand.

### Familie
Der religiös und kirchlich eingestellte Lahusen war mit Armine Mathias (1867–1919) verheiratet, die aus einer britischen Pastorenfamilie stammte und auch den „englischen Stil“ einiger Neubauten prägte. Gemeinsam hatten sie zwei Töchter und sieben Söhne. Über dem Portal der Fabrikantenvilla stand die Inschrift: Wo der Herr nicht das Haus bauet, so arbeiten umsonst, die daran bauen.
Nach dem Tode von Carl Lahusen sen. übernahm sein Sohn Georg Carl Lahusen (1888–1973) die Leitung des Unternehmens, dessen Sitz dann Bremen war. Die Brüder Heinz und Friedel Lahusen traten wenige Jahre später in den Vorstand ein. 1931 geriet die Nordwolle nach einer hemmungslosen Expansionspolitik und Bilanzmanipulationen in eine spektakuläre Insolvenz, die ihre Hausbank, die Darmstädter und Nationalbank, mitriss und mit Geld- und Gefängnisstrafen für die Eigentümer endete.

### Ehrungen
- In Anerkennung seiner Leistungen wurde Carl Lahusen 1912 vom Oldenburgischen Großherzog Friedrich August II. zum Geheimen Kommerzienrat ernannt.
- Im Fabrikmuseum Delmenhorst wird das Lebenswerk der Familie Lahusen dargestellt.
- Die Lahusenstraße in Delmenhorst wurde nach der Familie benannt.